# Thyrsostachys siamensis
Thyrsostachys siamensis är en gräsart som beskrevs av James Sykes Gamble. Thyrsostachys siamensis ingår i släktet Thyrsostachys och familjen gräs. Inga underarter finns listade i Catalogue of Life.